# Epiphragma (Epiphragma) imitans
Epiphragma (Epiphragma) imitans is een tweevleugelige uit de familie steltmuggen (Limoniidae). De soort komt voor in het Neotropisch gebied.